# Vrchslatina
Vrchslatina este o arie protejată (arie specială de conservare — SAC, sit de importanță comunitară — SCI) din Slovacia întinsă pe o suprafață de 17,85 ha, integral pe uscat.

## Localizare
Centrul sitului Vrchslatina este situat la coordonatele 48°39′09″N 19°37′50″E / 48.6525°N 19.630556°E.

## Înființare
Situl Vrchslatina a fost declarat sit de importanță comunitară în octombrie 2011 pentru a proteja 4 specii de animale. Situl a fost protejat și ca arie specială de conservare în august 2011.

## Biodiversitate
Situată în ecoregiunea alpină, aria protejată conține 1 habitat natural: Mlaștini împădurite.
La baza desemnării sitului se află mai multe specii protejate:
- păsări (2): minunița (Aegolius funereus), barză neagră (Ciconia nigra)
- amfibieni (2): izvoraș-cu-burta-galbenă (Bombina variegata), Triturus montandoni

Pe lângă speciile protejate, pe teritoriul sitului au mai fost identificate 3 specii de mamifere.